# Wygon (Nowa Wieś)
Wygon – część wsi Nowa Wieś w Polsce, położona w województwie podkarpackim, w powiecie niżańskim, w gminie Nisko.
W latach 1975–1998 Wygon administracyjnie należał do województwa tarnobrzeskiego.